# Leucandra gelatinosa
Leucandra gelatinosa är en svampdjursart som beskrevs av Jenkin 1908. Leucandra gelatinosa ingår i släktet Leucandra och familjen Grantiidae.
Artens utbredningsområde är havet utanför Tanzania. Inga underarter finns listade i Catalogue of Life.